# Championnat d'Israël de football 1975-1976
Navigation
Championnat d'Israël 1974-1975 Championnat d'Israël 1976-1977
Le Championnat d'Israël de football 1975-1976 est la 24e édition de ce championnat.

## Classement[1]
| Rang | Équipe                  | Pts | J  | G  | N  | P  | Bp | Bc | Diff |
| ---- | ----------------------- | --- | -- | -- | -- | -- | -- | -- | ---- |
| 1    | Hapoël Beer-Sheva       | 42  | 34 | 14 | 14 | 6  | 40 | 29 | +11  |
| 2    | Betar Jérusalem         | 40  | 34 | 12 | 16 | 6  | 48 | 32 | +16  |
| 3    | Hapoël Haïfa            | 38  | 34 | 13 | 12 | 9  | 30 | 24 | +6   |
| 4    | Maccabi Netanya         | 37  | 34 | 14 | 9  | 11 | 58 | 39 | +19  |
| 5    | Hapoël Kfar Sabah       | 36  | 34 | 11 | 14 | 9  | 35 | 27 | +8   |
| 6    | Shimshon Tel-Aviv       | 36  | 34 | 10 | 16 | 8  | 44 | 36 | +8   |
| 7    | Maccabi Tel-Aviv        | 35  | 34 | 13 | 9  | 12 | 38 | 34 | +4   |
| 8    | Maccabi Petah-Tikvah    | 35  | 34 | 12 | 11 | 11 | 37 | 36 | +1   |
| 9    | Maccabi Haïfa           | 35  | 34 | 10 | 15 | 9  | 28 | 27 | +1   |
| 10   | Hapoël Tel-Aviv         | 35  | 34 | 12 | 11 | 11 | 28 | 28 | 0    |
| 11   | Maccabi Jaffa           | 35  | 34 | 10 | 15 | 9  | 28 | 30 | -2   |
| 12   | Beitar Tel-Aviv         | 35  | 34 | 12 | 11 | 11 | 28 | 33 | -5   |
| 13   | Hapoël Jérusalem FC     | 34  | 34 | 12 | 10 | 12 | 39 | 39 | 0    |
| 14   | Hakoah Amidar Ramat Gan | 34  | 34 | 10 | 14 | 10 | 30 | 34 | -4   |
| 15   | Hapoël Petah-Tikvah     | 33  | 34 | 10 | 13 | 11 | 27 | 28 | -1   |
| 16   | Hapoël Hadera           | 25  | 34 | 6  | 13 | 15 | 20 | 44 | -24  |
| 17   | Bnei Yehoudah           | 24  | 34 | 6  | 12 | 16 | 26 | 48 | -22  |
| 18   | Maccabi Ramat Amidar    | 23  | 34 | 6  | 11 | 17 | 24 | 40 | -16  |

|  | Champion |
|  | Relégué  |

## Bilan de la saison
| Tableau d'Honneur                |                   |
| Compétition                      | Vainqueur         |
| Championnat d'Israël de football | Hapoël Beer-Sheva |
| Coupe d'Israël de football       | Betar Jérusalem   |

| Promotions et relégations |                                                                      |
| Relégués en Liga Leumit   | Hapoël Petah-Tikvah Hapoël Hadera Bnei Yehoudah Maccabi Ramat Amidar |
| Promus en Ligat ha'Al     | Hapoël Acre Hapoël Yehud                                             |